# Citroën B15
Pour les articles homonymes, voir B15.
Le Citroën B15 est un véhicule utilitaire fabriqué par le constructeur français Citroën, réceptionné aux Mines le 28 septembre 1926.

## Histoire
Le Citroën B15 a été présenté au public lors du Salon de l'automobile de Paris en Octobre 1926 où est également présentée la berline B14. C’est sur la base de la berline qu’a été développé le B15. C'est le premier utilitaire français à cabine fermée. Le Citroën B15 reprend la partie avant de la B14, capot, calandre et ailes, et son moteur.
Par rapport à la berline, les différences sont les suivantes :
- châssis renforcé pour supporter une charge utile de 1 000 kg,
- moteur avec un régulateur destiné à éviter l'emballement dans les descentes,
- roues arrière (6.00 x 20) plus grandes que celles de devant (13 x 45) et fixées par 6 tocs au lieu de 4.

Le moteur, est un petit quatre cylindres en ligne Citroën de 1.539 cm3 développant 22 Ch qui autorise une vitesse maximale de 80 km/h à vide. La boite de vitesses est manuelle à trois rapports non synchronisés. Sa fiche technique est strictement identique à celle de la Citroën B14. Le châssis, commun avec celui de la B14, voit sa partie arrière renforcée, l’essieu arrière reçoit des jantes à six boulons, le tout homologué pour une charge utile d‘une tonne.
Cet utilitaire, comme cela se pratiquait à l'époque, était souvent livré en châssis-nu pour aller ensuite se faire carrosser chez des artisans pour recevoir tous types de carrosseries, plateau, corbillard, moto pompe, minibus d'hôtel, etc.
Commercialisé dès sa présentation, le Citroën B15 évolue moins de six mois plus tard, en Avril 1927, pour devenir B15F en recevant les modifications apportées à la berline B14, renommée B14F, notamment avec l'ajout du freinage assisté par un servofrein Westinghouse. En Septembre 1927, le modèle évolue encore et est renommé B15G, qui bénéficie d'une carrosserie plus affinée. 
En Août 1928, Citroën arrête la fabrication du B15 après 12.566 exemplaires produits.